# Protitame discalis
Protitame discalis är en fjärilsart som beskrevs av Mcdunnough 1939. Protitame discalis ingår i släktet Protitame och familjen mätare. Inga underarter finns listade i Catalogue of Life.